# جورج جاكسون (كاتب سير ذاتية)
جورج جاكسون (بالإنجليزية: George Jackson) هو كاتب سير ذاتية أمريكي، ولد في 23 سبتمبر 1941 في شيكاغو في الولايات المتحدة، وتوفي في 21 أغسطس 1971 في San Quentin, California ‏ في الولايات المتحدة بسبب إصابة بعيار ناري.

## وصلات خارجية
- جورج جاكسون على موقع الموسوعة البريطانية (الإنجليزية)
- جورج جاكسون على موقع إن إن دي بي (الإنجليزية)
- جورج جاكسون على موقع ديسكوغز (الإنجليزية)